# North Cerney
North Cerney é uma paróquia e cidade do distrito de Cotswold, no condado de Gloucestershire, na Inglaterra. De acordo com o Censo de 2011, tinha 582 habitantes. Tem uma área de 16,83 km².